# Tuber macrosporum
Tuber macrosporum Vittad., Monographia Tuberacearum: 35 (1831)

## Descrizione della specie
Corpo fruttifero
Globoso o subgloboso, da 1 a 6 cm di diametro.
Peridio
Verrucoso, di colore bruno-rossiccio o nerastro, a volte con macchie rugginose, con verruche poligonali, appiattite e irregolari.
Gleba
Biancastro-bruna, poi bruno-rugginosa, con venature bianche, numerose, piuttosto larghe, al contatto con l'aria virano al bruno-pallido.
Odorearomatico, leggermente agliaceo, ricorda vagamente quello del tartufo bianco pregiato (T. magnatum).
Microscopia
Sporeellissoidali, brune in massa, coperte da un reticolo a maglie irregolari, 40-80 x 30-55(60) µm, di dimensioni superiori rispetto agli altri tartufi.
Aschisub-globosi, sub-peduncolati, grandi 90-140 x 70-85(100) µm, contengono da 1 a 5 spore.

## Habitat
Specie ipogea, fruttifica da settembre a dicembre, producendo più esemplari nella stessa buca, condivide lo stesso habitat del T. magnatum rispetto al quale però tollera maggiormente la siccità. Si associa con molte piante simbionti come roverella, farnia, cerro, tiglio, pioppo, salice, carpino e nocciolo.

## Commestibilità
Buona.

## Etimologia
Dal greco makròs = grande e sporà = seme, spora, cioè dalle grandi spore, per le dimensioni delle sue spore.

## Nomi comuni
- Tartufo nero liscio, appellativo dovuto alla caratteristica superficie che presenta verruche molto appressate che conferiscono al peridio un aspetto liscio.
- Großsporige Trüffel (DE)